# Schiaparelli Dorsum
Lo Schiaparelli Dorsum è una catena montuosa presente sulla superficie di Mercurio, a 23,2° di latitudine nord e 164,1° di longitudine ovest. 
Il dorsum è dedicato all'astronomo italiano Giovanni Schiaparelli.